# Efeitos do furacão Isabel em Delaware

Furacão Isabel horas depois de atingir o continente

Os efeitos do furacão Isabel em Delaware resultaram em uma das treze declarações de desastre presidenciais para o estado de Delaware.  O Furacão Isabel se formou a partir de uma onda tropical em 6 de setembro de 2003 no Oceano Atlântico. Ele se moveu para o noroeste e em um ambiente de leve cisalhamento de ventos e águas quentes, ele se fortaleceu continuamente para atingir o pico de ventos de 265 km/h em 11 de setembro. Depois de oscilar de intensidade por quatro dias, Isabel enfraqueceu gradualmente e se tornou tempestade em Outer Banks na Carolina do Norte, com ventos de 165 km/h em 18 de setembro. No dia seguinte, ele enfraqueceu rapidamente e se transformou em extratropical na Pensilvânia. O centro da tempestade permaneceu ao sul e oeste de Delaware e ficou cerca de 280 km do estado mais próximo. Naquela época, Isabel foi uma forte tempestade tropical localizada no centro de Virgínia.
Os efeitos do furacão foram agravados pelas enchentes remanescentes da tempestade tropical Henri dias antes. Ventos moderados de até 100 km/h derrubaram várias árvores, galhos e linhas de energia em todo o estado, deixando pelo menos 15.300 sem energia. Regiões de baixo relevo foram inundadas devido às altas ondas, forte tempestade ou escoamento das inundações nas nascentes. A passagem do furacão Isabel resultou em danos de US $ 40 milhões e sem vítimas no estado. O furacão Isabel foi a nona tempestade com nome na temporada de furacões no Atlântico de 2003 em 6 de setembro de 2003.

## Preparativos
Em 16 de setembro, 44 horas antes do Furacão Isabel chegar em Outer Banks, na Carolina do Norte, o Centro Nacional de Furacões emitiu um aviso e alerta de ciclone tropical para a costa inteira de Delaware. O Centro Nacional de Furacões também emitiu rapidamente um alerta de furacão na costa do estado. Em 17 de setembro, 26 horas antes de Isabel chegar, os alertas mudaram para tempestade tropical. Enquanto isso, no oeste do Oceano Atlântico estava como um furacão de categoria 5, a previsão dos meteorologista de que Isabel se moveria para noroeste e em cinco dias estaria a 250 km ao sul de Lewescomo um grande furacão de 185 km/h. Apesar de ser localizado pela previsão de ciclones tropicais, todas as previsões subsequentes para a chegada na Carolina do Norte indicava que o furacão passaria pelo estado indo para oeste.
A governadora Ruth Ann Minner declarou estado de emergência antes da chegada do furacão. A declaração também incluiu a ativação da Guarda Nacional de Delaware para auxiliar nas atividades relacionadas ao furacão. Minner ordenou que todos os residentes das 13 áreas baixas do condado de Sussex evacuassem. Ao todo, 787 pessoas foram evacuadas em todo o estado para sete abrigos de emergência montados pela Cruz Vermelha americana. As autoridades começaram a recomendar aos visitantes que deixassem as áreas potencialmente afetadas três dias antes de Isabel chegar ao continente. O governador Minner determinou que todas as escolas fossem fechadas no dia da chegada do furacão e recomendou que todos os residentes em casas móveis evacuassem e os negócios fechassem. A Universidade de Delaware cancelou preventivamente as aulas. A balsa de Cape May-Lewes fechou por vários dias por conta da tempestade. O Departamento de Transporte de Delaware planejou colocar restrições nas estradas estaduais no caso de fortes rajadas de vento serem registradas.

## Impacto
Fortes ondas do furacão produziram uma tempestade moderada que atingiu o pico de 2,64 m em Reedy Point. As marés estavam ligeiramente acima do normal, embora as ondas altas no pico da tempestade resultassem na erosão da praia, particularmente no Condado de Sussex.  Ondas de 5,18 m de altura foram relatadas perto da costa. As ondas altas romperam as dunas ao sul de Bethany Beach e vários locais ao longo da Rota 1 de Delaware foram inundados. A grande circulação de Isabel produziu rajadas de vento em todo o estado, com até 113 km/h na Torre Pilot de Delaware que fica na Baía de Delaware. Em terra, as rajadas chegaram 100 km/h em Lewes,  onde ventos sustentados de 85 km/h também foram relatados.  A precipitação foi forte, mas esporádica, chegando a um máximo de 48 mm em Greenwood. Chuvas fortes nas nascentes resultaram em inundações moderadas ou severas no rio. O rio Christina na ponte de Cooch com 0,725 m acima do estágio de inundação e o Red Clay Creek em Wooddale com crista de aproximadamente 100 mm acima do estágio de inundação. O escoamento dos riachos foi retardado devido à tempestade causada pela aproximação do furacão.
No farol Delaware Breakwater East End em Lewes, as fortes ondas destruíram o convés inferior do farol, enquanto ventos fortes sopraram pela janela da sala de vigia. Um grupo de oito voluntários reparou rapidamente os danos.  Rajadas de vento moderadas derrubaram várias árvores, galhos e linhas de energia, causando cortes generalizados de energia no estado. A Conectiv Energia relatou que a queda de energia associada ao furacão Isabel, como uma das piores de sua história. Pelo menos 15.300 ficaram sem energia durante o pior do furacão,  incluindo 2.500 na capital, Dover.  Devido às falhas de energia, apenas um semáforo ao norte da cidade de Wilmington estava operacional.  Os ventos fortes também resultaram na redução de velocidade do Rio Delaware e da Baía Autoridade na Ponte Memorial de Delaware para 65 km/h.  62 estradas em todo o estado foram inicialmente fechadas devido as inundações, árvores derrubadas ou linhas de energia sem funcionar. Oito estradas permaneceram fechadas por vários dias, devido as inundações.  As inundações afetaram as cidades de Seaford, Blades, Bayview e Augustine Beach, sendo que os residentes das duas últimas foram forçados a evacuar por conta das condições de inundação. Vários parques estaduais relataram árvores derrubadas e danos.  Danos no estado totalizaram US $ 40 milhões, e não houve mortes no estado em decorrência da tempestade.

## Consequências
Em 20 de setembro, dois dias após a passagem do furacão Isabel pelo estado, a governadora Ruth Ann Minner fez um pedido formal em uma declaração federal de calamidade para o estado.  Mais tarde naquele dia, o presidente George W. Bush emitiu uma declaração federal de calamidade para Delaware, uma das doze declarações de calamidade para o estado. A declaração permitiu o uso de fundos federais para calamidades e recursos de emergência para ajudar famílias e empresas a se recuperarem dos efeitos do furacão Isabel.  Autoridades estaduais e federais abriram um centro de recuperação de desastres em Georgetown e Wilmington para ajudar pessoas que sofreram perdas devido o Isabel e os remanescentes da tempestade tropical Henri poucos dias antes.  761 pessoas visitaram os centros de recuperação antes de fecharem.  Uma semana após a declaração do desastre, os moradores que solicitaram ajuda começaram a receber os cheques.  Cerca de dois meses após a passagem do furacão Isabel, 659 residentes solicitaram assistência, sendo distribuído para as vitímas um pouco mais de US $ 1 milhão. Também foram recebidos 141 pedidos de empréstimo. FEMA distribuiu cerca de US $ 2,5 milhões em empréstimos para administração de pequenos negócios e também recebeu 183 empréstimos de assistência pública para a reparação ou substituição de instalações públicas.
Um total de 35 equipes de energia, juntamente com contratados externos, trabalharam para restaurar a energia. Dois dias após a tempestade, 2.000 permaneceram sem energia em áreas dispersas.  Vários locais na cidade de Dover ficaram sem energia por cerca de 30 horas. Lá, a remoção de destroços  excedeu a capacidade do local, resultando em funcionários temporariamente armazenando-os em outro lugar.  Mais de 200 voluntários doaram tempo, comida e dinheiro para fornecer refeições quentes para pessoas e famílias afetadas pela tempestade. As equipes de apoio dos funcionários do condado transportaram mais de 300 toneladas de acessórios destruídos pela tempestade, como eletrodomésticos, tapetes e destroços, para aterros sanitários locais. A organização da comemoração de duas corridas da NASCAR no Dover International Speedway foi cancelada devido ao furacão, embora as corridas tenham ocorrido como programado.